# Воскресенский (Брянская область)
Воскресенский — посёлок в Карачевском районе Брянской области России. Входит в состав Мылинского сельского поселения.

## География
Посёлок находится в восточной части Брянской области, в зоне хвойно-широколиственных лесов, на левом берегу реки Снежети, на расстоянии примерно 9 километров (по прямой) к северо-западу от города Карачева, административного центра района. Абсолютная высота — 182 метра над уровнем моря.
Климат
Климат умеренно континентальный с теплым летом и умеренно морозной зимой. Годовое количество осадков — 500—600 мм. Средняя температура января составляет −8,6 °C, июля — +18,6 °C.
Часовой пояс
Посёлок Воскресенский, как и вся Брянская область, находится в часовой зоне МСК (московское время). Смещение применяемого времени относительно UTC составляет +3:00.

## Население
| 2010 | 2013 |
| ---- | ---- |
| 6    | ↘4   |

Половой состав
По данным Всероссийской переписи населения 2010 года в гендерной структуре населения мужчины составляли 66,7 %, женщины — соответственно 33,3 %.
Национальный состав
Согласно результатам переписи 2002 года, в национальной структуре населения русские составляли 90 % из 10 чел.

## Улицы
Уличная сеть посёлка состоит из пяти улиц.